# Артур О'Гара Вуд
Артур О'Гара Вуд (англ. Arthur O'Hara Wood; 1 січня 1890 — 1 жовтня 1918) — колишній австралійський тенісист.
Перемагав на турнірах Великого шолома в одиночному розряді.

## Фінали турнірів Великого шолома

### Одиночний розряд (1 перемога)
| Результат | Рік  | Турнір                | Покриття | Суперник          | Рахунок            |
| --------- | ---- | --------------------- | -------- | ----------------- | ------------------ |
| Перемога  | 1914 | Чемпіонат Австралазії | Трава    | Джералд Паттерсон | 6–4, 6–3, 5–7, 6–1 |

### Парний розряд (1 поразка)
| Результат | Рік  | Турнір                | Покриття | Партнер   | Суперники                       | Рахунок            |
| --------- | ---- | --------------------- | -------- | --------- | ------------------------------- | ------------------ |
| Поразка   | 1914 | Чемпіонат Австралазії | Трава    | Родні Гіт | Ешлі Кемпбелл Джералд Паттерсон | 5–7, 6–3, 3–6, 3–6 |